# Durzon
 (juin 2014).
Le ruisseau du Durzon ou Durson ou encore ruisseau du mas de Pommiers (en fait mas de Poumiers, ferme d'une famille de cultivateurs à la lignée éteinte du fond de la vallée du Durzon, aux environs de la source) coule sur la commune de Nant dans le département de l'Aveyron. C'est un affluent de la rivière de la Dourbie sur la rive gauche, donc un sous-affluent de la Garonne par la Dourbie puis par le Tarn.

## Géographie
Situé dans le sud du Massif central, le Durzon prend sa source sur le contrefort oriental du plateau du Larzac. Il se déverse dans la Dourbie sur la rive gauche, près du bourg de Nant.

## Principaux affluents
Deux rus viennent alimenter le Durzon :
- l'Arques du valat d'Arques ;
- le Vallongue du ravin de Vallongue.

## Commune traversée
- Aveyron : Nant

## Hydrologie
La station hydrométrique de Nant, située au niveau de son confluent, a relevé, sur un bassin de 98 kilomètres carrés, un module ou débit moyen interannuel de 1,58 m3/s. Les observations ont été faites durant une période de 9 ans allant de 1998 à 2008.
Le Durzon présente des fluctuations saisonnières de débit très modérées, avec deux saisons d'inégale longueur. Les hautes eaux se déroulent de l'automne au printemps. Elles se caractérisent par des débits mensuels moyens allant de 1,60 à 2,00 m3/s, de novembre à juin inclus, avec un premier maximum en janvier, celui-ci correspondant aux pluies d'automne. En fin d'hiver, le débit mensuel diminue jusqu'à un minimum de 1,59 m3/s en mars ; puis, en avril et mai, un second sommet se forme. Au mois de juin le débit baisse ce qui constitue une transition vers les basses eaux d'été qui ont lieu de juillet à octobre inclus, avec un plancher de 1,04 m3/s au mois d'août (1 040 litres), ce qui est confortable. Cependant les fluctuations de débit peuvent être bien plus prononcées sur de plus courtes périodes ou selon les années.
Les crues du Durzon sont généralement modérées, fort modérées même en comparaison de celles de la Dourbie. La série des QIX n'a pas encore été calculée, étant donné la trop courte durée d'observation des débits. Le débit journalier maximal enregistré au bourg de Nant a été de 19,9 m3/s le 4 décembre 2003.
Le Durzon est un ruisseau abondant. La lame d'eau écoulée dans son bassin est de 508 millimètres annuellement, ce qui est nettement supérieur à la moyenne d'ensemble de la France tous bassins confondus (plus ou moins 320 millimètres), mais aussi à la moyenne du bassin de la Garonne (384 millimètres) et même du Tarn (478 millimètres). Le débit spécifique (ou Qsp) de la rivière atteint 16,1 litres par seconde et par kilomètre carré de bassin.